# Eugenia biflora
Espèce
Classification APG III (2009)
Statut de conservation UICN

 LC  : Préoccupation mineure
Synonymes
- Eugenia acuminatissima Miq.
- Eugenia acuminatissima O. Berg
- Eugenia alfaroana Standl.
- Eugenia amanuensis Steyerm.
- Eugenia biflora var. hoffmannseggii (O. Berg) Amshoff
- Eugenia biflora var. lancea (Poir.) Krug & Urb.
- Eugenia biflora var. ludibunda (Bertero ex DC.) Krug & Urb.
- Eugenia biflora var. mini (Aubl.) Amshoff
- Eugenia biflora var. myriostigma (Sagot) Amshoff
- Eugenia biflora var. pallens (Vahl) Krug & Urb.
- Eugenia biflora var. virgultosa (Sw.) Krug & Urb.
- Eugenia caurensis Steyerm.
- Eugenia freireana O. Berg
- Eugenia hoffmannseggii O. Berg
- Eugenia inundata var. acutifolia O. Berg
- Eugenia lancea Poir.
- Eugenia leptophlebia Diels
- Eugenia loretensis Diels
- Eugenia ludibunda Bertero ex DC.
- Eugenia meyeriana O. Berg
- Eugenia mini Aubl.
- Eugenia myriostigma Sagot
- Eugenia pallens (Vahl) DC.
- Eugenia racemosa DC.
- Eugenia richardiana O. Berg
- Eugenia sericiflora Benth.
- Eugenia virgultosa (Sw.) DC.
- Eugenia xylopifolia DC.
- Myrcia erythroxylon var. virescens O. Berg
- Myrcia mini Sw.
- Myrcia paivae var. gracilis Lingelsh.
- Myrcia thomasiana DC.
- Myrtus biflora L. - Basionyme
- Myrtus biflora var. yapacani Kuntze
- Myrtus lancea (Poir.) Spreng.
- Myrtus pallens Vahl
- Myrtus virgultosa Sw.[2]

Eugenia biflora est une espèce de plantes à fleurs de la famille des Myrtaceae (famille du Goyavier). C'est un arbuste néotropical. 
L'arbuste est appelé Blackrodwood en anglais. Au Venezuela, on l'appelle Arichai (Arekuna).

## Description
Eugenia biflora est un arbuste, ou un petit arbre, haut de 0,3–3 mètres (parfois jusqu'à 5 m). Ses feuilles papyracées à coriaces, mesurant 4-5,5 cm de long et 1-2 cm de large, sont de forme variable : étroitement lancéolées à étroitement elliptiques, moins communément ovales, longuement acuminées, courtement mucronées. Elles sont glabres et ponctuées sur la face supérieure et légèrement pubescentes gris-argenté à la face inférieure (surtout sur la nervure médiane). L'inflorescence est un racème de 4-8 fleurs couvertes d'une pubescence brune, avec quelques poils blancs. Les pédicelles sont longs de 4 à 8 mm. Les sépales mesurent de 1,5 à 2 mm de long, et sont aigus à les deux extérieurs. L'ovaire, couvert d'une pubescence brune, est haut d'environ 1 mm et comporte 2 loges contenant chacune environ 6 ovules organisé en 2 séries. Le fruit est une baie sub-globuleuse,. 

## Répartition
On rencontre Eugenia biflora depuis le Mexique, jusqu'au Brésil en passant pas l'Amérique centrale, les Antilles, la Colombie, le Venezuela, le Guyana, le Suriname, la Guyane, l'Équateur, le Pérou et la Bolivie.

## Écologie
Eugenia biflora pousse à partir du niveau de la mer jusqu'au moins 600 m d'altitude (200–600 m au Venezuela), dans les forêts saisonnièrement inondées, sur les bancs de sable ou de roches du lit des cours d'eau, sur les savanes rocheuses, et dans les bosquets de savanes.
Eugenia biflora a fait partie d'un modèle sur la conservation de la biodiversité du cerrado brésilien.
Bien que résistant au feu de savanes, le passage du feu a un fort impact sur la production de fruits l'année suivant chez Eugenia biflora, mais le retour à une production normale est ensuite rapide.

## Utilisation
Les fruits de Eugenia biflora sont comestibles.
La composition chimique de Eugenia biflora a été analysée. On a constaté des variations dans la composition chimique de son huile essentielle. Elle peut contenir ou non, en diverses proportions, des caryophyllènes, des sesquiterpènes ((E)-caryophyllène, un cadinane : le α-cadinol), des aromadendranes (globulol, germacrène B  et Ɣ-élémène).

## Histoire naturelle
En 1775, le botaniste Aublet propose la diagnose suivante pour Eugenia biflora : 
« EUGENIA (Mini) foliis lanceolatis, floribus racemoſis, fructu parvo, albo & ex rubro variegato. (Tabula 197.) 

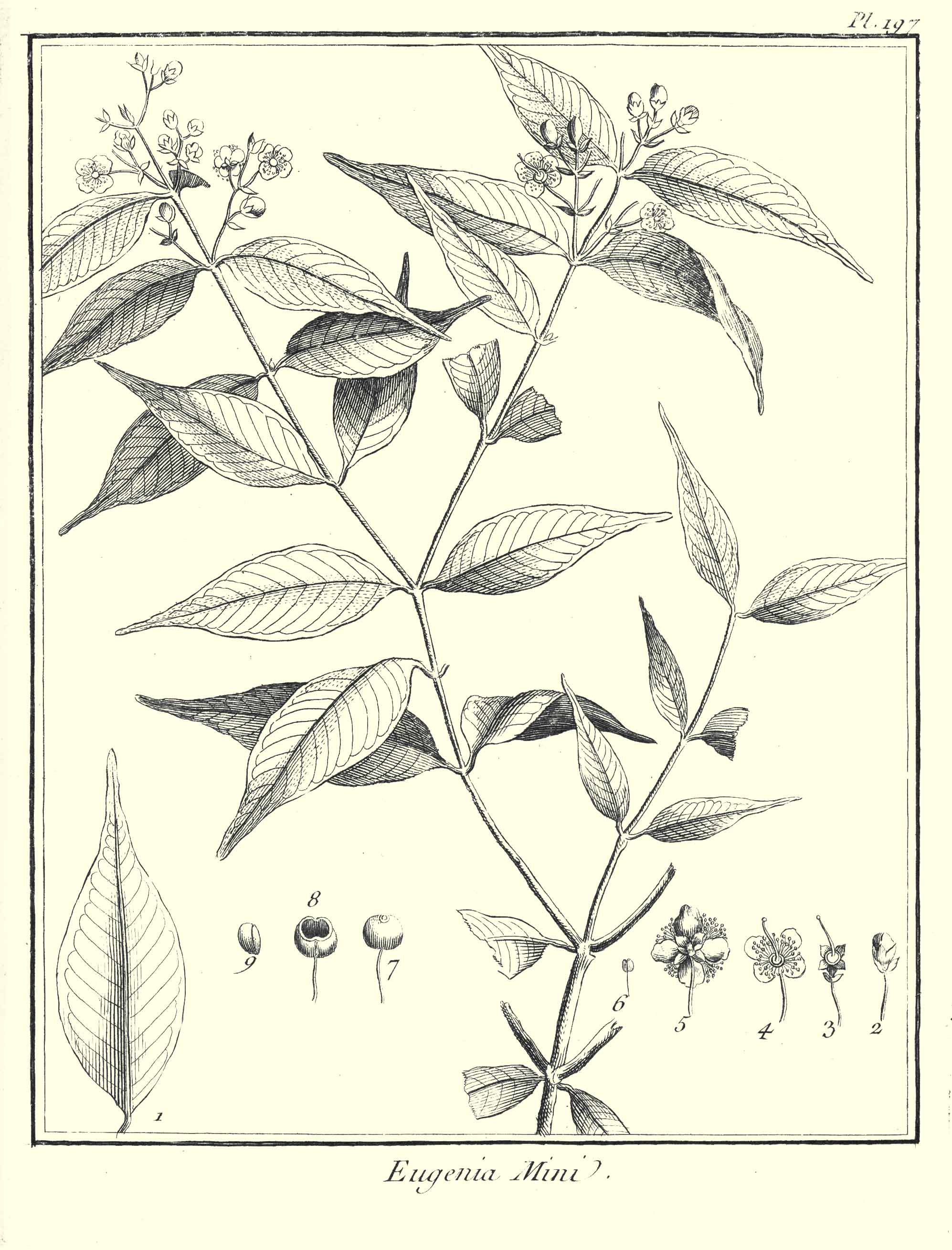
Eugenia biflora par Aublet (1775)
Explication de la Planche cent quatrevingt-dixseptième :1. Feuille de grandeur naturelle. - 2. Bouton de fleur. - 3. Calice. - 4. Corolle vue en deſſus. - 5. Corolle vue en deſſous. - 6. Étamine. - 7. Baie. - 8. Baie coupée en traverse - 9. cotylédon de l’amande.

Arbor mediocris, trunco ſexpedali, in ſummitate ramoſo ; ramis rectis, & undique ſparſis. Folia oppoſita, lanceolata, glabra, inte-gerrima, punctis minimis, tranſlucidis, numerous quad foraminulata, ſupernè viridia, infernè e pallido virentia, ſubſeſſilia. Flores racemoſi, terminates, & axillares ; racemulis oppoſitis, trifloris, ſingulis floribus pedunculatis. Bracteæ binæ ad bafim pedimculi, & binæ calici ſubpoſitæ. Perianthium quadridentatum. Corolla tetrapctala, petalis albis. Fructus ; bacca ſubrotunda, ex albo & rubro variegata, calicis denticuliscoronata, unilocularis. Semen folitarium, vel duo, pelliculâ vireſcente tecta. 
Florebat Novembri. Fructum ferebat Decembri. 
Habitat in ſylvis Caïennæ & Guianæ. 

Nomen Caribæum MINI. »

« LE JAMBOLIER Mini. (PLANCHE 197.).
Cet arbre eſt de moyenne grandeur. Son tronc a ſix pieds de hauteur, ſur ſix pouces & plus de diamètre. Son écorce eſt cendrée. Son bois eſt jaunâtre, compacte & très dur. Il eſt garni à ſon ſommet de branches dont les unes s'élèvent perpendiculairement, les autres ſe répandent horiſontalement. Les branches ſont rameuſes, chargées de feuilles deux à deux, oppoſées & en croix. Celles-ci ſont liſſes, vertes en deſſus, & plus pâles en deſſous, de forme ovale, allongées par une longue pointe, & criblées de points tranſparents, que l'on apperçoit au travers de la lumière. On a repréſenté une feuille de grandeur naturelle. 
Les fleurs naiſſent par petites grappes, à l'aiſſelle des feuilles & a 1'extrémité des rameaux. Chaque rameau de la grappe porte trois fleurs, & a à ſa naiſſance deux petites écailles : chaque fleur a un petit pédoncule. 
Le calice eſt ſoutenu par deux petites écailles. Il eſt arrondi à ſa baſe, diviſé en ſon limbe en quatre parties concaves & aiguës. 
La corolle eſt à quatre pétales blancs, concaves & arrondis, attaches par un onglet entre & ſous les diviſions du calice. 
Les étamines ſont en grand nombre, rangées au deſſous de l'inſertion des pétales, ſur la paroi ſupérieure & interne du calice. Les filets ſont rougeâtres. Les anthères ſont jaunes, à deux bourſes. 
Le piſtil eſt un ovaire qui fait corps avec le fond du calice. Il eſt ſurmonté d'un style long, rougeâtre, terminé par un stigmate obtus. 
L'ovaire, conjointement avec le calice, devient une baie de la groſſeur d'une groſeille rouge. Son écorce, qui eſt blanche & fouëttée de rouge, eſt un peu charnue. Elle n'a qu'une loge, qui contient une ou deux ſemences, couvertes d'une membrane ſèche & verdâtre; 
Cet arbre eſt nommé MINI par les Galibis. 
Je l'ai d'abord trouvé dans les forêts déſertes, voiſines de la rivière de Sinémari, à quarante lieues de ſon embouchure. Je l'ai enſuite obſervé à Loyola, dans l'île de Caïenne. 
II fleurit dans le mois de Novembre ; & ſon fruit eſt mûr en Décembre. »

— Fusée-Aublet, 1775.